# Alliance des Quatre Frères
L'Alliance des Quatre Frères est une coalition de milices rohingyas composée de l'Organisation de solidarité avec les rohingyas (en) (RSO), de l'Armée du salut des Rohingya de l'Arakan (ARSA), du Rohingya Islami Mahaz (en) et de l'Armée des rohingyas d'Arakan (ARA). Elle est dirigée par Dil Muhammad, selon des sources bangladaises.
Le groupe serait un mandataire du Pakistan mais il n'existe aucune preuve de cela. L'objectif principal de cette organisation est de lutter pour les droits de la minorité rohingya.

## Histoire
En février, les forces armées combattent l'Armée d'Arakan dans le nord de Maungdaw avec un groupe de 300 à 400 militants. L'Armée d'Arakan tente de chasser les insurgés du nord de Maungdaw, mais les militants rohingyas poursuivent l'insurrection.